# Лихтентанне
Лихтентанне (нем. Lichtentanne) — община в Германии, в земле Саксония. Подчиняется административному округу Кемниц. Входит в состав района Цвиккау.  Население составляет 6762 человека (на 31 декабря 2010 года). Занимает площадь 27,33 км².
Коммуна подразделяется на 6 сельских округов.